# Nannocyrtopogon vandykei
Nannocyrtopogon vandykei là một loài ruồi trong họ Asilidae. Nannocyrtopogon vandykei được Wilcox & Martin miêu tả năm 1957. Loài này phân bố ở vùng Tân Bắc giới.